# 北宅街道
北宅街道，是中国山东省青岛市崂山区下辖的一个街道。

## 行政区划
下辖以下地区：
沟崖社区、东陈社区、西陈社区、洪园社区、北涧社区、峪夼社区、慕武石社区、上葛场社区、下葛场社区、周戈庄社区、北宅科社区、五龙社区、七峪社区、五龙涧社区、华阳社区、埠落社区、枣行社区、兰家庄社区、毕家社区、凉泉社区、东乌衣巷社区、西乌衣巷社区、北头社区、书院社区、晖流社区、张家社区、燕石社区、大崂社区、孙家社区、卧龙社区、我乐社区、南北岭社区、磅石社区、河东社区、观崂社区和双石屋社区。

## 人口
2010年中国第六次人口普查时，北宅街道共有人口27109人。共有家庭8778户，平均每户3.02人。14岁以下的少年儿童共3931人，占总人口14.50%；15-64岁人口共19636人，占总人口72.43%；65岁及以上的老年人共3542人，占总人口的13.06%。男性共计13390人，占总人口49.39%；女性共计13719，占总人口50.60%。本地居住的人口中，拥有本地户籍的人口为24942人，占92.00%。